# Bidingen
Bidingen – miejscowość i gmina w południowych Niemczech, w kraju związkowym Bawaria, w rejencji Szwabia, w regionie Allgäu, w powiecie Ostallgäu, wchodzi w skład wspólnoty administracyjnej Biessenhofen. Leży w Allgäu, około 9 km na północny wschód od Marktoberdorfu.

## Demografia
| Rok  | Liczba mieszk. |
| ---- | -------------- |
| 1970 | 1 477          |
| 1987 | 1 383          |
| 2000 | 1 620          |

## Polityka
Wójtem gminy jest Franz Martin, poprzednio urząd ten obejmował Jörg-Dietmar Reinelt. Rada gminy składa się z 12 osób.
|      | Dorfgemeinschaft | Wählergemeinschaft Bernbach/Ob | Razem |
| 2008 | 7                | 5                              | 12    |
| 2002 | 9                | 3                              | 12    |